# MIT Blackjack Team
Il MIT Blackjack Team è un gruppo di studenti ed ex-studenti del Massachusetts Institute of Technology, della Harvard Business School, della Harvard University e di altri importanti istituti che hanno utilizzato tecniche di conteggio delle carte e le strategie più sofisticate per battere al blackjack i casinò di tutto il mondo.
La squadra, e altre che sono venute dopo, hanno operato con successo dal 1979 fino all'inizio del XXI secolo. Molte altre squadre di blackjack sono state formate in tutto il mondo con l'obiettivo di battere il casinò.

## Il Blackjack e il conteggio delle carte
Un giocatore esperto può vincere a blackjack in modo legale. Al di là della strategia di base di quando chiamare una nuova carta e quando rimanere fermo con quelle ricevute, i singoli giocatori possono utilizzare il conteggio delle carte, controllare la mescolata delle carte o sfruttare le carte mancanti per migliorare le loro probabilità di vittoria. A partire dai primi anni '60 sono stati pubblicati molti sistemi di conteggio delle carte e i Casinò hanno modificato le regole del gioco, nel tentativo di contrastare i metodi più diffusi. L'idea alla base di tutto il conteggio delle carte è che, poiché una carta bassa è di solito negativa e una carta alta è di solito positiva, e le carte già uscite dopo l'ultima mescolata non possono più trovarsi nella parte superiore del mazzo, il contatore tiene il conto delle carte alte e delle carte basse che sono già state giocate. In questo modo egli può valutare la probabilità di ottenere una carta alta (10, J, Q, K, A) rispetto ad una carta bassa (2,3,4,5,6).
Nel 1980, sei studenti del MIT e residenti della Burton-Conner House al MIT hanno studiato come effettuare il conteggio delle carte. Si sono poi recati ad Atlantic City per provare a vincere. Il gruppo si è sciolto quando molti di loro si sono laureati nel mese di maggio dello stesso anno. La maggior parte non ha più scommesso, ma alcuni di loro hanno mantenuto un grande interesse nel conteggio delle carte. Due di questi, J.P. Massar e Jonathan, tennero un corso  a Cambridge, Massachusetts sul Blackjack nel gennaio del 1980 durante il periodo delle attività indipendenti (Independent Activities Period, IAP) del MIT, periodo in cui sono tenuti corsi sui temi più disparati.

## La prima "banca" di Blackjack del MIT
Alla fine di novembre 1979, un giocatore di Blackjack professionista contattò uno degli studenti che sapevano contare le carte, J.P. Massar, dopo aver visto un avviso del suo corso. Egli gli propose la formazione di un nuovo gruppo approfittando della recente sentenza della Commissione di controllo dei Casinò dello Stato di New Jersey per andare ad Atlantic City. La sentenza impediva ai Casinò di Atlantic City di vietare l'ingresso ai contatori di carte. Quest'ultimi dovevano invece prendere altri provvedimenti, come aumentare il numero dei mazzi usati o mescolare le carte con più frequenza. 
Un gruppo di quattro giocatori, un giocatore professionista, e un investitore che mise la maggior parte del capitale (5000 $), alla fine di dicembre 1979 si recò a Atlantic City. Reclutarono poi ulteriori studenti del MIT che frequentarono il corso di Blackjack di gennaio. Giocarono a intermittenza fino a maggio del 1980, aumentando il loro capitale di quattro volte, ma in realtà erano ancora comunque un gruppo di conoscenti che condivideva del denaro, e non una squadra unita con strategie condivise e controlli di qualità.

## "Mr M" incontra Bill Kaplan
Nel maggio del 1980, J.P. Massar, - noto come "Mr. M" in un documentario di History Channel - origliò una conversazione sul Blackjack professionale in un ristorante cinese a Cambridge. Si presentò a chi stava parlando, Bill Kaplan, un laureato di Harvard che aveva gestito un team di Blackjack di successo a Las Vegas tre anni prima. Kaplan si era laureato ad Harvard nel 1977 e ritardato la sua ammissione alla Harvard Business School di un anno, periodo in cui si trasferì a Las Vegas e formò una propria squadra di giocatori che utilizzavano le sue ricerche e l'analisi statistica del gioco.
Kaplan continuò a gestire la propria squadra a Las Vegas come attività secondaria mentre frequentava la Harvard Business School, ma, dopo la sua laurea nel maggio 1980, i giocatori si erano così "bruciati" (notati dagli apparati di sicurezza dei Casinò) in Nevada che furono costretti a passare al circuito internazionale. Kaplan non se la sentì di proseguire e guidare la squadra nei viaggi in tutta Europa e altrove, dove si incontravano inoltre regole diverse, nuove condizioni di gioco e altri modi di stare nei casinò; quindi si separò dai suoi compagni di squadra, che successivamente si divisero in squadre più piccole.

### Kaplan e Massar si associano
Dopo l'incontro con Kaplan e dopo aver sentito parlare dei suoi successi al gioco Massar gli chiese se fosse interessato ad andare con un paio di suoi compagni di ad Atlantic City per osservare il loro gioco a Blackjack. Data la tempistica fortuita Kaplan, che si era appena separato dalla sua squadra di Las Vegas, accettò, nella speranza di mettere insieme una nuova squadra che potesse formare e gestire.
Kaplan osservò Massar e suoi compagni di squadra giocare per un weekend ad Atlantic City, così notò che ciascuno dei giocatori usava una strategia di conteggio delle carte diversa e molto complicata. Questo determinava alte percentuali di errore, che minavano i benefici delle strategie più complesse. Al suo ritorno a Cambridge, Kaplan elencò tutti questi casi  a Massar.

### Kaplan forma un nuovo team
Kaplan disse che avrebbe guidato una squadra, a patto che fosse gestita come un'azienda con una formazione rigorosa e un processo di selezione dei giocatori. procedure formali di gestione, un unico sistema di conteggio e di puntate, infine un attento monitoraggio di tutto il gioco nel Casinò. Un paio di giocatori erano inizialmente contrari all'idea: non avevano alcun interesse ad imparare un nuovo sistema di gioco, a essere messi alla prova attraverso la così detta "prova del fuoco" (un test prima di essere pronti per giocare), a essere sorvegliati nei casinò, o a dover compilare resoconti dettagliati (con dati come nome del casinò, totale di vincite e perdite, durata del gioco, strategia usata per le scommesse, ecc. ecc.) per ogni sessione di gioco. Tuttavia, il loro vivo interesse per il gioco e i precedenti successi di Kaplan ebbero la meglio.
L'associazione del MIT Blackjack Team ebbe inizio il 1º agosto 1980. La quota di investimento fu di 89 000 $, proveniente sia da investitori esterni che dal capitale dei giocatori stessi. Dieci giocatori, tra cui Kaplan, Massar, Jonathan, Oca, e 'Big Dave' (detto 'coach', per distinguerlo dal Dave del primo turno) parteciparono a questa "banca". Dieci settimane dopo avevano più che raddoppiato l'investimento originale. I profitti per ogni ora giocata ai tavoli erano 162,50 $, statisticamente equivalenti al tasso di 170 $/ora  previsto in dettaglio nel prospetto informativo della loro offerta agli investitori. In base ai termini stabiliti i giocatori e gli investitori dividevano i profitti, pagando i giocatori in proporzione alle ore di gioco e simulando al computer i tassi di vincita. Durante il periodo di dieci settimane di questa prima comunione d'interessi i giocatori, per lo più studenti universitari, guadagnarono una media di oltre 80 $/ora, mentre gli investitori ottennero un rendimento annuale superiore al 250%.

## Strategia e tecniche
La squadra spesso ha reclutato studenti attraverso volantini e amici dei giocatori nei campus universitari di tutto il paese. Il team mette alla prova i potenziali membri per scoprire se siano candidati idonei e, se lo erano, il team li avrebbe accuratamente addestrati gratuitamente. I giocatori completamente addestrati dovevano passare una "prova del fuoco", che consiste di giocare attraverso 8 partite con sei mazzi con il gioco quasi perfetto, e poi un corso di formazione, supervisione e simili check-out nel gioco vero e proprio al Casinò fino a che non diventino perfetti per fare da palo.
Il gruppo combinava gioco individuale con un approccio di squadra di contatori e grandi giocatori per massimizzare le opportunità e mascherare i modelli di scommesse che il conteggio delle carte produce. In un'intervista del 2002 nella rivista Forum Blackjack, John Chang, un undergrad MIT che è entrato nel team alla fine del 1980 (ed è diventato MIT team di co-manager a metà degli anni 1980 e 1990), ha riferito che, oltre al classico conteggio e le tecniche di squadra del Blackjack, in tempi diversi il gruppo ha utilizzato tecniche di mescolazione e di localizzazione dell'asso avanzate. Mentre le tecniche di conteggio delle carte del team MIT possono dare ai giocatori un vantaggio complessivo di circa il 2 per cento, alcuni dei metodi del team del MIT sono stati stabiliti come un vantaggio complessivo di circa il 4 per cento. Nella sua intervista, Chang ha riferito che il team del MIT ha avuto difficoltà a raggiungere tali limiti nel gioco effettivo, e che i loro risultati complessivi siano stati meglio nel conteggio delle carte. L'approccio del team del MIT è stato originariamente sviluppato da Al Francesco, eletto dai giocatori professionisti come una delle originali sette reclute nel Blackjack Hall of Fame. Il gioco di squadra del Blackjack è stato scritto da Ken Uston, uno dei primi membri del team di Al Francesco. Il libro di Uston sul gioco di squadra nel Blackjack, Million Dollar Blackjack, era stato pubblicato poco prima della fondazione della prima squadra del MIT. Kaplan ha migliorato i metodi di squadra di Al Francesco e li ha usati per la squadra del MIT. Il concetto di squadra ha permesso ai giocatori e agli investitori di sfruttare meglio sia il loro tempo che il denaro, riducendo il loro "rischio di fallimento",  rendendo anche più difficile per i Casinò rilevare il conteggio delle carte ai loro tavoli.

## In altri media

### Libri
- Una varietà di storie di alcuni dei giocatori della squadra del Blackjack del MIT ha costituito la base del The New York Times best seller Bringing Down the House, scritto da Ben Mezrich. Mentre inizialmente commercializzato come saggistica, Mezrich in seguito ammise che personaggi e storie del libro erano per lo più fittizie e che giocatori e storie erano per sentito dire. La società di investigazione privata denominato Plymouth in Bringing Down the House era Griffin Investigations.[2]
- Mezrich ha scritto un libro di proseguimento, Busting Vegas, che ha avuto anche maggiore libertà con gli avvenimenti reali della squadra. Molti eventi in questo libro sono stati almeno in parte basati su incidenti che si sono verificati durante l'era Strategic Investments della squadra.[3]
- Jeffrey Ma ha scritto un libro intitolato The House Advantage: Playing the Odds to Win Big in Business sul tempo in cui egli faceva parte della squadra di Blackjack del MIT 1994.
- Nathaniel Tilton, uno studente della squadra dei capitani ex MIT Mike Aponte e Semyon Dukach, autore di The Blackjack Life descrive nel dettaglio le sue esperienze come giocatore e l'essere addestrato dai giocatori MIT Blackjack team[4].

### Film
- Il film del 2004, The Last Casino, è vagamente basato su questa premessa e parla di tre studenti e un professore che contano le carte in Ontario e Quebec.[5]
- Il film del 2008, 21, ispirato da Bringing Down the House e prodotto e interpretato da Kevin Spacey e Jim Sturgess, è stato lanciato il 28 marzo 2008 da Columbia Pictures. Jeff Ma e Henry Houh, gli ex giocatori della squadra, appaiono nel film come commercianti del casino, e Bill Kaplan appare in un cameo nello sfondo della scena di gioco d'azzardo nel salotto cinese sotterraneo.

### Televisione
- La serie Mysteries at the Museum ha caratterizzato la storia del MIT Blackjack Team nell'episodio Siamese Twins, Assassin Umbrella, Capone's Cell.
- La storia del MIT Blackjack Team, nella sua incarnazione come Investimenti strategici, è stato detto nel documentario di History Channel, Breaking Vegas, diretto da Bruce David Klein.
- Il periodo de The Bringing Down The House è stato descritto negli episodi delle serie di documentari di Game Show Network, Anything to Win, e HBO Real Sports with Bryant Gumbel (episode 116). (episodio 116).
- Il documentario della BBC, fare milioni in modo facile, ha affrontato il periodo di Bringing Down the House come parte del celebre filone "Horizon" (diretto da Johanna Gibbon), ha raccontato la storia di un gruppo separatista Strategic Investments, e ha rivelato la scienza dietro la formula vincente.
- "Double Down", un episodio di Numb3rs riguardante un gruppo di conteggio, guidati da un insegnante di scuola superiore, che ricicla denaro attraverso le vincite del casinò.